# 懷亞特島
67°20′S 67°40′W / 67.333°S 67.667°W
懷亞特島是南極洲的島嶼，位於葛拉漢地西面對開洛伯夫灣中部，處於德島以南3.7公里，長9公里、寬3.7公里，英國的探險隊在1936年首次該島嶼。